# Paris Themmen
Paris Themmen (Boston, 25 giugno 1959) è un attore statunitense.

## Biografia
Nato a Boston da una coppia di musicisti classici, si è esibito in diversi spot radiofonici e televisivi prima di ottenere all’età di 12 anni la parte di Mike Trevis, ragazzino superbo e teledipendente nel film Willy Wonka e la fabbrica di cioccolato del 1971. A 14 anni decide di abbandonare la recitazione ma continua a lavorare sul set svolgendo la professione di casting director, assistente di regia e successivamente imprenditore nel settore immobiliare e fotografico. Dal 2014 è sposato con Nikki Grillos.

## Filmografia

### Cinema
- Willy Wonka e la fabbrica di cioccolato (Willy Wonka & the chocolate factory), regia di Mel Stuart (1971)

### Televisione
- Star Trek Voyager - serie TV (1995-2001)
- Screenplay, regia di Adam Winston (1999) - film TV

## Doppiatori italiani
Nelle versioni in italiano dei suoi lavori, Paris Themmen è stato doppiato da:
- Massimiliano Alto in Willy Wonka e la fabbrica di cioccolato[1] (ridoppiaggio 1984)